# I nattens mörker
I nattens mörker (engelska: Dressed to Kill) är en amerikansk långfilm från 1980 i regi och manus av Brian De Palma, med Michael Caine, Angie Dickinson, Nancy Allen och Keith Gordon i rollerna.

## Handling
Den sexuellt frustrerade Kate Miller (Angie Dickinson) besöker sin psykiatriker Dr. Elliott (Michael Caine) för att klaga över sitt tråkiga sexliv. När hon senare åker för att träffa sin make, träffar hon istället en anonym man som hon har tillfredsställande sex med. Men när hon ska lämna mannens hus blir hon mördad av en blond kvinna med ett rakblad. Den prostituerade Liz (Nancy Allen), som i all hast såg mördaren, blir både huvudmisstänkt och mördarens nästa måltavla. Polisen vill inte samarbeta och hon och Kates son Peter (Keith Gordon) måste nu göra allt för att hitta psykopaten innan denne hittar henne.

## Rollista
| Michael Caine   | – Doctor Robert Elliott |
| Angie Dickinson | – Kate Miller           |
| Nancy Allen     | – Liz Blake             |
| Keith Gordon    | – Peter Miller          |
| Dennis Franz    | – Detective Marino      |
| David Margulies | – Dr. Levy              |
| Ken Baker       | – Warren Lockman        |
| Susanna Clemm   | – Betty Luce            |
| Brandon Maggart | – Cleveland Sam         |

## Produktion
Filmen har en nakensekvens med Angie Dickinsons karaktär, men det är inte Dickinson, utan nakenmodellen Victoria Lynn Johnson.

## Utmärkelser
- Golden Globes[2]
  - Nominerad: Bästa kvinnliga nykomling - film (Nancy Allen)
- Saturn Award[3]
  - Vann: Bästa kvinnliga skådespelare (Angie Dickinson)
  - Nominerad: Bästa skräckfilm
  - Nominerad: Bästa regissör (Brian De Palma)
  - Nominerad: Bästa musik (Pino Donaggio)
- Razzies[4]
  - Nominerad: Sämsta manliga skådespelare (Michael Caine, även för Fruktans ö)
  - Nominerad: Sämsta kvinnliga skådespelare (Nancy Allen)
  - Nominerad: Sämsta regissör (Brian De Palma)